# Полигон (мультфильм)
«Полигон» — советский мультипликационный фильм, поставленный в 1977 году режиссёром Анатолием Петровым по одноимённому фантастическому рассказу Севера Гансовского на антивоенную тему.

## Сюжет
Учёный-изобретатель создаёт новейший «беспилотный» танк. Испытания танка должны пройти на далёком тропическом острове в океане. С острова эвакуируют местное население, что происходит в присутствии военной комиссии под началом некоего генерала.
Испытания оборонительных возможностей танка проходят идеально: машина, как поясняет комиссии учёный, читает мысли врага, считывает данные целеуказаний и автоматически уворачивается от всех снарядов и ракет, которыми её атакуют.
Генерал приказывает испытать «режим наступления». Учёный переключает режим работы танка, но тот не двигается с места. Изобретатель поясняет, что танк ждёт от врага импульс страха, который сообщит информацию о своей уязвимости. Комиссия решает сделать перерыв на обед. За столом военные начинают строить планы по модернизации по тем же принципам всех видов вооружений. Генерал говорит о том, что их страна была вынуждена покинуть свои колонии. В это время изобретатель вспоминает, как он, будучи молодым, подходит к своему дому, и как его маленький сын бежит навстречу. Играя с ребёнком, отец подкидывает его ввысь, и видит, что тот, еще ребенок, но в сильно великоватой военной форме и с автоматом на груди, спускается на парашюте, но купол рассекает пулемётная очередь. Учёный рассказывает, что его сын был вместе с генералом в колониях и был посмертно награждён медалью. Профессор сообщает военным, что теперь они испытают новое оружие не на других, а на себе самих, и напоминает им об импульсе страха — а ему самому бояться уже нечего: у него на земле никого не осталось.
Почти сразу генерал и другие члены комиссии осознают, что они находятся в секторе обстрела танка — и, испугавшись этого факта, они тем самым подают машине целеуказание. Танк сначала уничтожает домик, а затем и боевую технику, которую военные пытаются использовать, чтобы уничтожить его. Спастись удаётся лишь одному полковнику из состава комиссии — он успевает добежать до траншеи и спрыгнуть в неё. Но танк по-прежнему читает его мысли и предпринимает именно те действия, которых полковник боится: начинает вертеться на месте, когда тот пугается, что танк начнёт вращаться и тем самым засыплет окоп, и включает задний ход, когда полковник осознаёт, что танк может отъехать и выстрелить по нему издали. Полковник вылезает из окопа и бежит за машиной, стараясь оставаться в мёртвой зоне, ругая себя, что не может перестать мыслить. Наконец он обессиливает, сдаётся и в истерике кричит, что ему уже всё равно — пусть танк убивает его. Однако танк никак не реагирует: ведь полковник больше не думает о том, как он может быть убит — ему стало безразлично. Поняв причину бездействия танка, полковник нервно смеётся — «можешь убивать меня, можешь давить меня гусеницами…» — и от осознания последней возможности снова ужасается. Его страх вновь активирует танк — но посреди равнины спрятаться уже негде…
Раненый генерал умоляет спасти его — но в ответ на просьбу о помощи изобретатель возвращает генералу медаль, которой посмертно был награждён его сын. Учёный удовлетворён: он отомстил — но, видя в сумерках зловещий силуэт своего изобретения, сам начинает его бояться — и погибает от снаряда, выпущенного танком.
Проходит время. Дети племени, возвратившегося на остров, беспечно играют на броне полузанесённого песком танка: они не видят в странной железной скале опасности и потому не боятся. Но система чтения и анализа мыслей в чреве танка по-прежнему работает…
К острову вновь подходит военный корабль, капитан которого видит, что никто из комиссии не выжил. Опасаясь неизвестности, он решает «на всякий случай» уничтожить танк ракетой. Уловив импульс страха, танк стреляет первым — корабль загорается и начинает тонуть. Островитяне поражённо смотрят на происходящее.

## Создатели
| автор сценария          | Север Гансовский                                                                       |
| режиссёр                | Анатолий Петров                                                                        |
| художник-постановщик    | Галина Баринова                                                                        |
| оператор                | Михаил Друян                                                                           |
| звукооператор           | Владимир Кутузов                                                                       |
| монтажёр                | Любовь Георгиева                                                                       |
| художник-мультипликатор | Владимир Зарубин                                                                       |
| ассистенты режиссёра    | Татьяна Галкина, Н. Сайкова                                                            |
| ассистент оператора     | Н. Козлова                                                                             |
| художники:              | Елена Боголюбова, Нина Иванчева, Елена Караваева, И. Кулакова                          |
| роли озвучивали:        | Анатолий Кузнецов, Александр Белявский, Всеволод Якут, Олег Мокшанцев, Сергей Мартынов |
| редактор                | Аркадий Снесарев                                                                       |
| директор картины        | Любовь Бутырина                                                                        |

## Производство
В этом мультфильме была впервые представлена технология «фотографика», в которой использовалось два слоя целлулоида на каждый персонаж с особыми схемами раскраски, причём один из слоёв снимается не в фокусе. Лица персонажей переданы беспрецедентно подробно и напоминают зарубежных актёров Жана Габена, Пола Ньюмана, Мела Феррера, Юла Бриннера и Ринго Старра.

## Награды
В 1978 году фильм удостоился 1-й премии по разделу мультфильмов на XI Всесоюзном кинофестивале в Ереване (СССР).

## Издание на видео
В 2002 году мультфильм был выпущен на VHS и компакт-дисках Video CD в коллекции «Мастера Русской анимации» с английскими субтитрами, а затем — на DVD «Masters of Russian Animation Volume 2».